# Garden Acres, Kalifornien
Garden Acres är en ort (CDP) i San Joaquin County, i delstaten Kalifornien, USA. Enligt United States Census Bureau har orten en folkmängd på 10 648 invånare (2010) och en landarea på 6,7 km².